# Dolasilla
Dolasilla ist eine Heldin aus der Südtiroler-Sagen-Welt, genauer des ladinischen Nationalepos vom Reich der Fanes.

## Sage
Dolasilla ist eine Kriegsheldin der Fanes-Leute, jedoch zunächst nur die Königstochter. Ihr Vater, der König, war ein machtgieriger Mensch, immer auf der Suche nach Gold und Silber. Als er mit seinen Leuten in der Nähe von Canazei nach diesen Edelmetallen sucht, kann er eine Gruppe von Zwergen gefangen nehmen, denen er einige Gegenstände abnimmt, die offensichtlich für die Zwerge sehr wichtig sind. Dolasilla tun diese Zwerge leid, sie fürchtet auch ihre mögliche Rache. Also gibt sie ohne das Wissen ihres Vaters den Zwergen das Geraubte wieder zurück. Aus Dankbarkeit schenken ihr die Zwerge einen weißen Panzer, der sie vor Pfeilen schützen soll. Sie sagen voraus, dass sie eine große Kriegsheldin werden wird, warnen sie aber auch. Sollte sich der Panzer einmal dunkel verfärben, dürfe sie nicht in den Kampf ziehen, sonst müsse sie sterben. Schließlich werde sie nur so lange Kriegsheldin sein, wie sie nicht heirate. Darüber hinaus teilen die Zwerge Dolasilla mit, dass bald am naheliegenden „Silbersee“ (lad. Lek d'ardyent) etwas heranwachsen werde.
Der König ist zunächst verärgert, dass Dolasilla das Geraubte den Zwergen zurückgegeben hat, doch die Aussicht, seine Tochter werde zur Kriegsheldin werden, muntert ihn rasch wieder auf. Nach zwei Jahren lässt er nachsehen, was es mit dem Silbersee auf sich habe, was denn da herangewachsen ist. Seine Leute finden um den Silbersee Schilf aus Silber. Die Fanesleute entdecken, dass daraus unfehlbare Zauberpfeile hergestellt werden können.
Mit Dolasilla, ihrem weißen Panzer und den unfehlbaren Zauberpfeilen stürmen die Fanesleute von Sieg zu Sieg. Aus Dankbarkeit lässt der König seine Tochter auf dem Kronplatz mit einem wertvollen Edelstein bekrönen. Doch im Traum erscheint Dolasilla einer der von ihr getöteten Feinde und warnt sie. Wenn sie mit Zauberei in den Kampf ziehe, könne das auf die Dauer nicht gut gehen. Dolasilla und ihre Mutter, die Königin, geraten daraufhin in Angst, doch der König beharrt darauf, dass Dolasilla mit den Zauberpfeilen weiterkämpft.
Inzwischen versucht der Zauberer „Spina de Mul“ ein neues großes Bündnis gegen das Fanesreich zu schmieden. Er hat es auf den wertvollen Edelstein abgesehen, mit dem Dolasilla auf dem Kronplatz gekrönt wurde und kann den Helden „Ey de Net“ (‚Nachtauge‘) gewinnen. Der Plan ist, Dolasilla in der nächsten Schlacht zu töten, doch als Ey de Net Dolasilla in ihrem weißen Panzer auf dem Schlachtross als Heldin erblickt, ist er tief von ihr beeindruckt. Spina de Mul allerdings schießt hinter Ey de Net hervor einen Zauberpfeil auf Dolasilla ab und verletzt sie schwer.
Ey de Net fühlt sich so von Spina de Mul hintergangen. Nach der Schlacht wendet er sich den Fanesleuten zu und sucht Dolasilla auf. Offensichtlich kann ihr Panzer nur normale Pfeile abwehren, keine Zauberpfeile. Doch Zwerge schmieden jetzt einen großen Schild, der auch Zauberpfeile abhalten kann. Diesen Schild trägt von nun an Ey de Net für Dolasilla im Kampf. Ey de Net ist jetzt ihr Kampfgefährte, sie ziehen nur noch gemeinsam in die Schlacht.
Ey de Net hält schließlich bei ihrem Vater um Dolasillas Hand an. Doch der König kennt die Weissagung, dass Dolasilla ihre Kampfkraft verlieren werde, wenn sie heirate. Dazuhin hat er aus Goldgier das Fanesreich an die Feinde verkauft. Er hat ihnen versprochen dafür zu sorgen, dass in der nächsten großen Schlacht seine Tochter Dolasilla nicht in den Kampf ziehen werde. Damit sollte der Sieg der Feinde über die Fanesleute einfach werden, sollten es diese überhaupt noch wagen, in die Schlacht zu ziehen. Um seine Tochter am Kampf zu hindern, verweist er einfach Ey de Net des Reiches. Er selbst zieht sich an den Berg Lagazuoi zurück, um die Niederlage seines Volkes abzuwarten und dann von den Feinden als Belohnung für seinen Verrat das Gold zu erhalten.

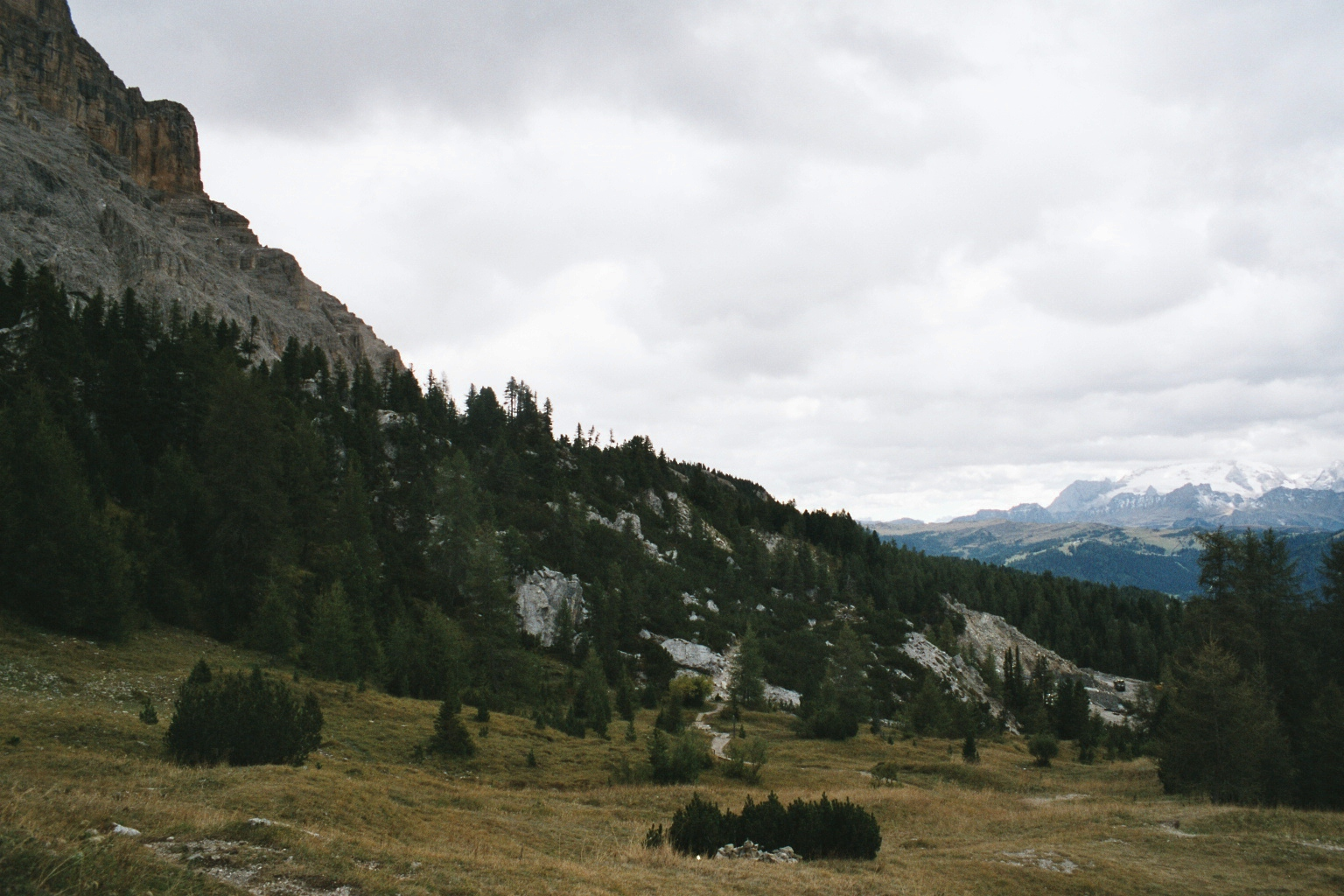
Hier traf vielleicht Dolasilla auf die Kinder

Als Dolasilla erfährt, dass Ey de Net das Reich verlassen musste, reitet sie traurig über die Armentarawiesen (beim heutigen Wengen). Sie begegnet einer Gruppe von fremdartigen, verwahrlosten Kindern (so die etwas fremdenfeindliche Darstellung in der Erzählung). Die Kinder betteln solange, bis sie aus Mitleid jedem der Kinder einen ihrer unfehlbaren Pfeile schenkt, aber selbst keine behält. Die Kinder sind aber von dem Zauberer Spina de Mul geschickt worden. So gelangten die Feinde auch noch in den Besitz der unfehlbaren Zauberpfeile.
Die Entscheidungsschlacht auf der „Pralongià“ (‚lange Wiese‘, östlich von Corvara) steht bevor. Am Morgen vor der Schlacht verfärbt sich nun der Panzer schwarz. Laut Weissagung der Zwerge steht ihr also jetzt der Tod bevor, zieht sie in die Schlacht. Außerdem fehlte ja auch ihr Kampfgefährte Ey de Net. Doch auf das Flehen der verzweifelten Fanesleute hin glaubt sich Dolasilla nicht ihrer Pflicht entziehen zu können.
Die Feinde wissen nichts von dem schwarz verfärbten Panzer und können Dolasilla, die sie ja in einem weißen Panzer vermuten, nicht gleich finden. Doch schließlich erkennen sie ihren Irrtum und mit Hilfe der unfehlbaren Zauberpfeile, die Spina de Mul Dolasilla abgenommen hatte, töten sie nach hartem Kampf und unter großen Verlusten Dolasilla. Damit geht die Schlacht für die Fanesleute verloren, ein Schlag, von dem sich das Reich der Fanes nicht mehr erholen wird.
Dolasillas Vater, der am Lagazuoi wartet, weiß von all dem nichts. Er meint, den Feinden sei der Sieg über die Fanes leicht in den Schoß gefallen und hofft jetzt auf seine Belohnung. Doch die Feinde fühlen sich ihrerseits betrogen, hat doch Dolasilla gekämpft und sie haben große Verluste erlitten. Sie denken nicht daran, dem König das Gold zu geben. Vielmehr verwandelt sich der verräterische König, der „falsche König“ (falza rego), nachdem er das ganze Unglück begriffen hat, in Stein. So kann man ihn noch heute am Falzaregopass, am Lagazuoi, sehen.